# Osobista kolekcja 4
Osobista kolekcja 4 – Duety – album polskiej wokalistki Krystyny Prońko; czwarta płyta, na którą artystka wybrała swoje piosenki nagrywane przy współudziale innych wykonawców. 
Dwie pierwsze płyty Kolekcji wydane zostały jednocześnie przez Power Music Krystyny Prońko, dwie następne wydało Polskie Radio SA. Większość utworów Osobistej kolekcji 1 i 2 to oryginalne nagrania, poddane częściowej obróbce komputerowej. 
Ta płyta CD została wyprodukowana i wydana w 2002 przez Polskie Radio SA (PRCD 290), przy współudziale PM Krystyny Prońko.

## Muzycy
- Krystyna Prońko – śpiew

- zespół instrumentalny pod dyr. Toma Loga (1 – „Nie kochał nas”)
- zespół pod dyr. Ryszarda Szeremety (2 – „Firma „Ja i Ty””)
- zespół instrumentalny pod dyr. Antoniego Kopffa (3 – „Czekamy na wyrok”)
- zespół instrumentalny pod dyr. Marka Stefankiewicza (4 – „Pojedziemy na wagary”)
- Władysław Sendecki – fortepian (5 – „Tam, gdzie lekki wieje wiatr”)
- zespół instrumentalny i chór pod dyr. Wojciecha Trzcińskiego (6 – „Psalm o gwieździe”)
- Koman Band pod dyr. Janusza Komana (7 – „W cieniu dobrego drzewa”)
- zespół instrumentalny pod dyr. Antoniego Kopffa i Toma Loga (8 – „Studnia bez dna”)
- Koman Band, Orkiestra Rozrywkowa i Chór PRiTV w Katowicach pod dyr. Janusza Komana (9–13 fragmenty z rock-opery „3400 lat po Ikarze”)

## Lista utworów
| 1.  | „Nie kochał nas” z Majką Jeżowską (muz. Tom Log sł. Ewa Żylińska) wyk.: zespół instrumentalny pod dyr. Toma Loga                                                                | 4:40  |
|     | |       |
| 2.  | „Firma „Ja i Ty”” z Januszem Panasewiczem (muz. Ryszard Szeremeta, sł. Andrzej Mogielnicki) wyk.: zespół pod dyr. Ryszarda Szeremety                                            | 3:53  |
|     | |       |
| 3.  | „Czekamy na wyrok” z Majką Jeżowską i Piotrem Schultzem (muz. Antoni Kopff, sł. Jonasz Kofta) wyk.: zespół instrumentalny pod dyr. Antoniego Kopffa                             | 4:35  |
|     | |       |
| 4.  | „Pojedziemy na wagary” z Andrzejem Zauchą (muz. Marek Stefankiewicz, sł. Krystyna Cielikowska) wyk.: zespół instrumentalny pod dyr. Marka Stefankiewicza                        | 3:39  |
|     | |       |
| 5.  | „Tam, gdzie lekki wieje wiatr” z Haliną Frąckowiak (muz. Wojciech Trzciński, sł. Krzysztof Bukowski) wyk.: Władysław Sendecki – fortepian                                       | 2:17  |
|     | |       |
| 6.  | „Psalm o gwieździe” z Teresą Haremzą (muz. Wojciech Trzciński, sł. Ernest Bryll) wyk.: zespół instrumentalny i chór pod dyr.Wojciecha Trzcińskiego                              | 4:02  |
|     | |       |
| 7.  | „W cieniu dobrego drzewa” z Leonardem Kaczanowskim (muz. Wojciech Trzciński, sł. Marek Dutkiewicz) wyk.: Koman Band                                                             | 4:26  |
|     | |       |
| 8.  | „Studnia bez dna” Z Majką Jeżowską i Piotrem Schultzem (muz. Antoni Kopff i Majka Jeżowska, sł. Jonasz Kofta) wyk.: zespół instrumentalny pod dyr. Antoniego Kopffa i Toma Loga | 3:52  |
|     | fragmenty z rock-opery „3400 lat po Ikarze” (9–13) wyk.: Koman Band, Orkiestra Rozrywkowa i Chór PRiTV w Katowicach pod dyr. Janusza Komana                                     |       |
| 9.  | „Sen – droga, sen – łąka” z Andrzejem Frajndtem (muz. Janusz Koman, sł. Bogdan Olewicz)                                                                                         | 3:50  |
|     | |       |
| 10. | „Decyzja 1, Decyzja 2” z Henrykiem Derewendą (muz. Janusz Koman, sł. Bogdan Olewicz)                                                                                            | 8:29  |
|     | |       |
| 11. | „fragment instrumentalny” (muz. Janusz Koman) | 1:42  |
|     | |       |
| 12. | „Powrót” chór (muz. Janusz Koman, sł. Bogdan Olewicz) | 1:48  |
|     | |       |
| 13. | „Kim jest człowiek” Henryk Derewenda i chór(muz. Janusz Koman, sł. Bogdan Olewicz)                                                                                              | 3:23  |
|     | |       |
| 14. | Bonus „Firma „Ja i Ty”” (club-house remix) (muz. Ryszard Szeremeta, sł. Andrzej Mogielnicki) wyk.: Yazzda (Daniel Skarżyński, Piotr Dyjak)                                      | 5:33  |
|     | |       |
|     | | 56:09 |
|     | |       |

## Informacje uzupełniające
- Zdjęcie – Lidia Popiel
- Projekt graficzny okładki – Carte Blanche
- Licencja  Polskie Radio SA (oprócz „Czekamy na wyrok”, „Studnia bez dna”, „Kim jest człowiek”)